# Ligament van Treitz
Het ligament van Treitz, genoemd naar Václav Treitz, is een ligament of spierweefselstreng tussen middenrif (hiatus oesophagi) en de overgang van duodenum naar jejunum. Sondes worden vaak ingebracht 'voorbij Treitz' om prikkeling van het pancreas te voorkomen.